# South East London

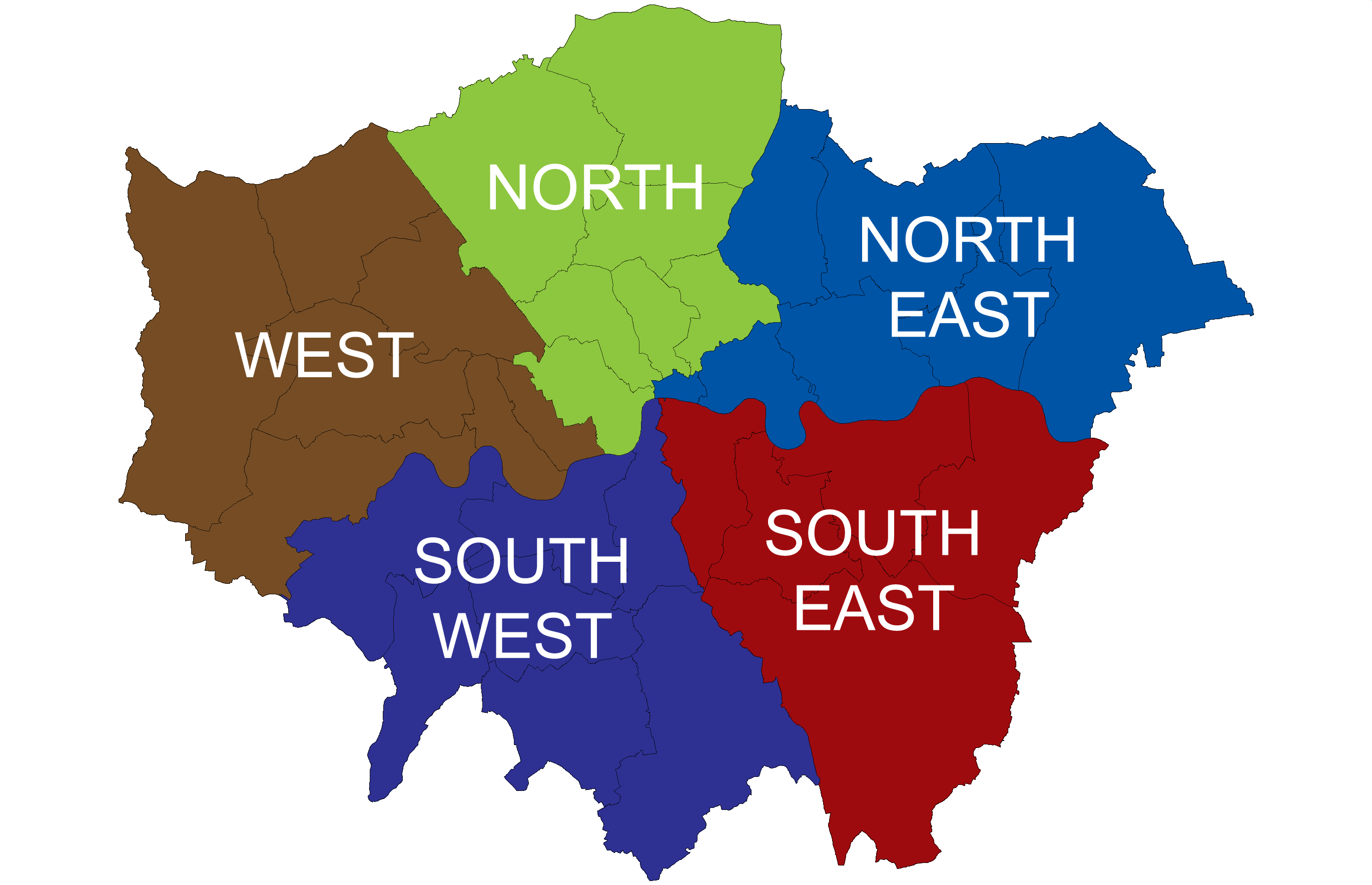
Subregions de Londres (Pla de Londres).

South East London (en català Londres sud-est) és una subregió de Londres segons estableix el Pla de Londres. Aquesta subregió agrupa els districtes londinencs de Bexley, Bromley, Greenwich, Lewisham, Southwark.